# Хантер, Стивен (писатель)
Сти́вен Ха́нтер (англ. Stephen Hunter; род. 25 марта 1946) — американский писатель и кинокритик.

## Биография
Родившись в Канзасе-сити в штате Миссури, Хантер вырос в Эванстоне в штате Иллинойс, среди других 10 детей Чарльза Френсиса Хантера, профессора словесности из Северо-Западного Университета, и Вирджинии Рикер Хантер, детской писательницы. Закончив Северо-Западный Университет в 1968-м по специальности журналистика, он провёл два года в Армии США, в качестве церемониального солдата «Старой Гвардии» (3-й пехотный полк) в Вашингтоне. 

## Творчество

### Кинокритик
Хантер не сразу стал кинокритиком. После окончания службы в армии он писал в военной газете — Pentagon News. В 1971 году устроился работать в «Балтимор сан», где проработал десять лет редактором воскресного выпуска газеты. В 1982 году в этой же газете стал кинокритиком и занимал эту должность до тех пор, пока в 1997 году не перевёлся в «Вашингтон пост» в том же качестве.
Согласно данным сайта Metacritic, обычно он оценивал фильмы ниже, чем другие критики (во время работы в «Балтимор сан» ходила шутка, что если Стивену Хантеру фильм не понравился, то зрителям он, скорее всего, понравится).
Он был частым гостем «Шоу Тони Корнхайзера» — также в качестве кинокритика. В 1998 году Хантер получил награду Американского общества новостных редакторов в категории «Критика», а в 2003 году — Пулитцеровскую премию за критику. Хантер уволился из «Вашингтон пост» в 2008 году, но всё ещё пишет эссе в раздел газеты под названием «Стиль». После развода он женился на комментаторе «Балтимор сан» Джоан Марбелле в 2005 году. У него двое детей.

### Писатель
Хантер более известен в качестве писателя остросюжетных романов, среди которых «Снайпер», «Невидимый свет» и «Сезон охоты на людей», а также другие книги из серии о ветеране Вьетнамской войны, снайпере Бобе «Гвоздильщике» Ли Суэггере. В 2007 году вышел фильм «Стрелок», основанный на книге «Снайпер». «Жарким кровавым летом», «И Ад следовал за ним» и «Гавана» — другая серия, в которой героем является отец Боба Суэггера, Эрл. Все его романы содержат много насилия, и однажды Хантер прокомментировал: «Насилие вызывает у меня мощные чувства. Похоже, оно провоцирует мое воображение очень странным образом, и тогда я становлюсь способен создать новый мир».
Действие многих романов Хантера происходит в одном и том же мире свободных допущений; даже те романы, в которых не присутствуют основные главные герои, имеют взаимосвязи. История романа «Невидимый свет» построена на событиях и персонажах романа «Грязные белые парни», также там слегка засветился главный персонаж из романа «Второй Саладин» (The Second Saladin). «Сезон охоты на людей» — третий роман о Бобе Ли Суэггере, включает в себя маленькую роль для Дика Пуллера, главного героя из «За день до полуночи». «Невидимый свет» также содержит короткое, но очень важное закадровое появление Френчи Шорта, агента ЦРУ и протеже Эрла Суэггера, появляющегося в романах «Второй Саладин», «Жарким кровавым летом» и «Гавана». Жизнь Шорта переплетается с жизнями Боба Ли и Эрла, и его история и характер постепенно раскрывается на протяжении этих трёх книг.
Романы Хантера известны запутанными, невероятно сложными заговорами, которые, однако, успешно разрешаются к концу истории. В то же время во всех романах события преподносятся с точки зрения разных персонажей, с субъективностью, присущей специфике каждого из характеров. Это делает сюжет, который иначе мог бы показаться очень запутанным, понятнее для простого читателя. Комбинация этих двух составляющих несколько необычна среди писателей современных остросюжетных романов и, возможно, является частичным объяснением популярности романов Хантера.
Во время скандала с Моникой Левински Билл Клинтон был сфотографирован держащим в руке книгу «Сезон охоты на людей». Журналистами был сделан неверный вывод, что публикация этого фото повлияла на решение Хантера не называть Мину центром округа Полк (Арканзас) в романе «И Ад следовал за ним», потому что «вся культура заговора была основана на подозрении, что Билл Клинтон использовал аэропорт Мены для отправки кокаина в Арканзас». Уже в первой книге Хантера о Бобе Ли Суэггере «Снайпер» (в твердой обложке издательства Бантам Букс) графство Полк было переименовано из «Мены» в «Голубой глаз» (Blue Eye), то есть за два с половиной года до начала скандала с Левински, который начался 15 ноября 1995 года.
Хантер написал три документальных книги:
- «Жестокий экран: 13 лет критика на передовой киномесива» (Violent Screen: A Critic's 13 Years on the Front Lines of Movie Mayhem; 1996) — коллекция эссе с его времени в «Сан»;
- «Американская стрельба: Заговор убийства Гарри Трумэна и перестрелка, разрушившая этот план» (American Gunfight: The Plot to Kill Harry Truman — and the Shoot-out that Stopped It; 2005) — экспертиза состоявшейся 1-го ноября 1950 года попытки покушения на Гарри Трумэна в Блэйр-хаус[англ.] (Вашингтон);
- «Теперь играя в Валенсии: Обзоры фильмов, выигравшие Пулитцеровскую премию» (Now Playing at the Valencia: Pulitzer Prize-Winning Essays on Movies; 2005) — коллекция выдержек из «Вашингтон пост».

Хантер также написал некоторое количество не относящихся к фильмам статей для «Пост», включая одну по Афганистану («Снаряжённый убивать — от Кабула до Кандагара — важно не кто ты, — важно в кого ты стреляешь»).
«47-й самурай», продолживший историю Боба Ли Суэггера, был выпущен в сентябре 2007 года.
«Ночь грома» — очередная сага о Бобе Ли Суэггере — была выпущена в 2008 году. Роман о Бобе Ли Суэггере — «Я, Снайпер» — был выпущен 29 декабря 2009 года. В романе «Я, Снайпер» Хантером было обещано возвращение к прежней манере письма, за отсутствие которой в последних двух книгах Хантер подвергался серьёзной критике.
«Мёртвый ноль» (Dead Zero) — седьмой эпизод Боба Ли Суэггера, 2010 год
«Третья пуля» — восьмой эпизод Боба Ли Суэггера, написанный к пятидесятилетию убийства Кеннеди.

### Романы

#### Серия книг о Бобе Ли Суэггере
1. «Снайпер» (Point of Impact) (1993)
2. «Невидимый свет» (Black Light) (1996)
3. «Сезон охоты на людей» (Time to Hunt) (1998)
4. «47-й самурай» (The 47th Samurai) (2007)
5. «Ночь грома» (Night of Thunder) (2008)
6. «Я, снайпер» (I, Sniper) (2009)
7. «Точка зеро» (Dead Zero) (2010)
8. «Третья пуля» (Third Bullet) (2013)
9. «Честь снайпера» (Sniper's Honor) (2014)
10. «Стрелок» (G-Man)  (2017)

#### Серия книг об Эрле Суэггере
1. «Невидимый свет» (Black Light) (1996)
2. «Жарким кровавым летом» (Hot Springs) (2000)
3. «...И ад следовал за ним» (Pale Horse Coming) (2001)
4. «Гавана» (Havana) (2003)

#### Серия книг о Рэй Крузе
1. «Точка зеро» (Dead Zero) (2010)
2. «Алгоритм смерти» (Soft Target) (2011)

### Романы вне серий
- «Мастер снайпер» (The Master Sniper) (1980)
- «Второй Саладин» (The Second Saladin) (1982)
- «Мишень» (новеллизация фильма) (Target) (1985)
- «Испанский гамбит» (The Spanish Gambit) (1985)
- «За день до полуночи» (The Day Before Midnight) (1989)
- «Крутые белые парни» (Dirty White Boys) (1994)
- «Я, Потрошитель» (I, Ripper) (2015)

### Документалистика
- «Жестокий экран: 13 лет критика на передовой киномесива» (Violent Screen: A Critic's 13 Years on the Front Lines of Movie Mayhem; 1996)
- «Теперь играя в Валенсии: Обзоры фильмов, выигравшие Пулитцеровскую премию» (Now Playing at the Valencia: Pulitzer Prize-Winning Essays on Movies; 2005)
- «Американская стрельба: Заговор убийства Гарри Трумэна и перестрелка, разрушившая этот план» (American Gunfight: The Plot to Kill Harry Truman — and the Shoot-out that Stopped It; 2005)